# IBU-Cup 2012/13
Der IBU-Cup 2012/13 wurde zwischen dem 23. November 2012 und dem 10. Februar 2013 ausgetragen. Die Wettkämpfe waren international besetzt und nach dem Biathlon-Weltcup 2012/13 die zweithöchste Wettkampfserie im Biathlon. Titelverteidiger der Gesamtwertung waren Benedikt Doll bei den Männern und Maren Hammerschmidt bei den Frauen. Ihre Nachfolger wurden Wiktor Wassiljew und Anastassija Sagoruiko.
Wegen Schneemangels wurde der ursprünglich im italienischen Forni Avoltri vorgesehene dritte IBU-Cup nach Ridnaun in Südtirol verlegt. Das auf den 7. Februar terminierte Einzelrennen der Damen in Osrblie musste wegen eines eingestürzten Schießstandes um einen Tag nach hinten verschoben werden.

## Männer

### Resultate
| 1. IBU-Cup in Idre, 23. November 2012 – 25. November 2012 | 1. IBU-Cup in Idre, 23. November 2012 – 25. November 2012 | 1. IBU-Cup in Idre, 23. November 2012 – 25. November 2012 | 1. IBU-Cup in Idre, 23. November 2012 – 25. November 2012 | 1. IBU-Cup in Idre, 23. November 2012 – 25. November 2012 |
| --------------------------------------------------------- | --------------------------------------------------------- | --------------------------------------------------------- | --------------------------------------------------------- | --------------------------------------------------------- |
| Datum                                                     | Disziplin                                                 | Erster Platz                                              | Zweiter Platz                                             | Dritter Platz                                             |
| 24. November 2012 (Sa.)                                   | Sprint (10 km)                                            | Julian Eberhard                                           | Tobias Eberhard                                           | Wiktor Wassiljew                                          |
| 25. November 2012 (So.)                                   | Sprint (10 km)                                            | Julian Eberhard                                           | Timofei Lapschin                                          | Claudio Böckli                                            |

| 2. IBU-Cup in Beitostølen, 29. November 2012 – 1. Dezember 2012 | 2. IBU-Cup in Beitostølen, 29. November 2012 – 1. Dezember 2012 | 2. IBU-Cup in Beitostølen, 29. November 2012 – 1. Dezember 2012 | 2. IBU-Cup in Beitostølen, 29. November 2012 – 1. Dezember 2012 | 2. IBU-Cup in Beitostølen, 29. November 2012 – 1. Dezember 2012 |
| --------------------------------------------------------------- | --------------------------------------------------------------- | --------------------------------------------------------------- | --------------------------------------------------------------- | --------------------------------------------------------------- |
| Datum                                                           | Disziplin                                                       | Erster Platz                                                    | Zweiter Platz                                                   | Dritter Platz                                                   |
| 30. November 2012 (Fr.)                                         | Einzel (20 km)                                                  | Iwan Tscheresow                                                 | Alexander Os                                                    | Timofei Lapschin                                                |
| 1. Dezember 2012 (Sa.)                                          | Sprint (10 km)                                                  | Julian Eberhard                                                 | Alexei Slepow                                                   | Alexander Os                                                    |

| 3. IBU-Cup in Ridnaun, 12. Dezember 2012 – 16. Dezember 2012 | 3. IBU-Cup in Ridnaun, 12. Dezember 2012 – 16. Dezember 2012 | 3. IBU-Cup in Ridnaun, 12. Dezember 2012 – 16. Dezember 2012 | 3. IBU-Cup in Ridnaun, 12. Dezember 2012 – 16. Dezember 2012 | 3. IBU-Cup in Ridnaun, 12. Dezember 2012 – 16. Dezember 2012 |
| ------------------------------------------------------------ | ------------------------------------------------------------ | ------------------------------------------------------------ | ------------------------------------------------------------ | ------------------------------------------------------------ |
| Datum                                                        | Disziplin                                                    | Erster Platz                                                 | Zweiter Platz                                                | Dritter Platz                                                |
| 15. Dezember 2012 (Sa.)                                      | Sprint (10 km)                                               | Alexei Wolkow                                                | Tobias Eberhard                                              | Daniel Mesotitsch                                            |
| 16. Dezember 2012 (So.)                                      | Verfolgung (12,5 km)                                         | Tobias Eberhard                                              | Alexei Wolkow                                                | Timofei Lapschin                                             |

| 4. IBU-Cup in Otepää, 4. Januar 2013 – 6. Januar 2013 | 4. IBU-Cup in Otepää, 4. Januar 2013 – 6. Januar 2013 | 4. IBU-Cup in Otepää, 4. Januar 2013 – 6. Januar 2013 | 4. IBU-Cup in Otepää, 4. Januar 2013 – 6. Januar 2013 | 4. IBU-Cup in Otepää, 4. Januar 2013 – 6. Januar 2013 |
| ----------------------------------------------------- | ----------------------------------------------------- | ----------------------------------------------------- | ----------------------------------------------------- | ----------------------------------------------------- |
| Datum                                                 | Disziplin                                             | Erster Platz                                          | Zweiter Platz                                         | Dritter Platz                                         |
| 5. Januar 2013 (Sa.)                                  | Einzel (20 km)                                        | Wiktor Wassiljew                                      | Timofei Lapschin                                      | Tomáš Holubec                                         |
| 6. Januar 2013 (So.)                                  | Sprint (10 km)                                        | Magnus Jonsson                                        | Johannes Thingnes Bø                                  | Daniel Mesotitsch                                     |

| 5. IBU-Cup in Ostrow, 8. Januar 2013 – 12. Januar 2013 | 5. IBU-Cup in Ostrow, 8. Januar 2013 – 12. Januar 2013 | 5. IBU-Cup in Ostrow, 8. Januar 2013 – 12. Januar 2013 | 5. IBU-Cup in Ostrow, 8. Januar 2013 – 12. Januar 2013 | 5. IBU-Cup in Ostrow, 8. Januar 2013 – 12. Januar 2013 |
| ------------------------------------------------------ | ------------------------------------------------------ | ------------------------------------------------------ | ------------------------------------------------------ | ------------------------------------------------------ |
| Datum                                                  | Disziplin                                              | Erster Platz                                           | Zweiter Platz                                          | Dritter Platz                                          |
| 11. Januar 2013 (Fr.)                                  | Sprint (10 km)                                         | Alexei Slepow                                          | Sven Grossegger                                        | Daniel Böhm                                            |
| 12. Januar 2013 (Sa.)                                  | Verfolgung (12,5 km)                                   | Alexei Slepow                                          | Alexander Petschonkin                                  | Sergei Kljatschin                                      |

| 6. IBU-Cup in Martell, 1. Februar 2013 – 3. Februar 2013 | 6. IBU-Cup in Martell, 1. Februar 2013 – 3. Februar 2013 | 6. IBU-Cup in Martell, 1. Februar 2013 – 3. Februar 2013 | 6. IBU-Cup in Martell, 1. Februar 2013 – 3. Februar 2013 | 6. IBU-Cup in Martell, 1. Februar 2013 – 3. Februar 2013 |
| -------------------------------------------------------- | -------------------------------------------------------- | -------------------------------------------------------- | -------------------------------------------------------- | -------------------------------------------------------- |
| Datum                                                    | Disziplin                                                | Erster Platz                                             | Zweiter Platz                                            | Dritter Platz                                            |
| 2. Februar 2013 (Sa.)                                    | Sprint (10 km)                                           | Erlend Bjøntegaard                                       | Alexei Wolkow                                            | Benedikt Doll                                            |
| 3. Februar 2013 (So.)                                    | Verfolgung (12,5 km)                                     | Erlend Bjøntegaard                                       | Alexei Wolkow                                            | Christoph Stephan                                        |

| 7. IBU-Cup in Osrblie, 6. Februar 2013 – 10. Februar 2013 | 7. IBU-Cup in Osrblie, 6. Februar 2013 – 10. Februar 2013 | 7. IBU-Cup in Osrblie, 6. Februar 2013 – 10. Februar 2013                  | 7. IBU-Cup in Osrblie, 6. Februar 2013 – 10. Februar 2013          | 7. IBU-Cup in Osrblie, 6. Februar 2013 – 10. Februar 2013                  |
| --------------------------------------------------------- | --------------------------------------------------------- | -------------------------------------------------------------------------- | ------------------------------------------------------------------ | -------------------------------------------------------------------------- |
| Datum                                                     | Disziplin                                                 | Erster Platz                                                               | Zweiter Platz                                                      | Dritter Platz                                                              |
| 7. Februar 2013 (Do.)                                     | Einzel (20 km)                                            | Ted Armgren                                                                | Christoph Sumann                                                   | Alexander Os                                                               |
| 9. Februar 2013 (Sa.)                                     | Sprint (10 km)                                            | Ted Armgren                                                                | Alexei Slepow                                                      | Daniel Böhm                                                                |
| 10. Februar 2013 (So.)                                    | Staffel (4 × 7,5 km)                                      | DeutschlandKorbinian Raschke Matthias Bischl Daniel Böhm Christoph Stephan | NorwegenAlexander Os Lars Berger Jan Olav Gjermundshaug Martin Eng | RusslandMaxim Burtassow Iwan Tscheresow Sergei Kljatschin Andrei Makowejew |

### Wertungen
| Rang | Land              | Punkte | Siege |
| ---- | ----------------- | ------ | ----- |
| 01   | Wiktor Wassiljew  | 394    | 1     |
| 02   | Daniel Böhm       | 379    |       |
| 03   | Benedikt Doll     | 370    |       |
| 04   | Alexei Slepow     | 362    | 2     |
| 05   | Timofei Lapschin  | 355    |       |
| 06   | Christoph Stephan | 334    |       |
| 07   | Alexander Os      | 284    |       |
| 08   | Daniel Mesotitsch | 278    |       |
| 09   | Tobias Eberhard   | 265    | 1     |
| 10   | Dag Erik Kokkin   | 259    |       |

| Rang | Land                   | Punkte | Siege |
| ---- | ---------------------- | ------ | ----- |
| 11   | Sven Grossegger        | 258    |       |
| 12   | Iwan Tscheresow        | 253    | 1     |
| 13   | Sergei Kljatschin      | 224    |       |
| 14   | Alexei Wolkow          | 222    | 1     |
| 15   | Michael Reiter         | 217    |       |
| 16   | Antonin Guigonnat      | 204    |       |
| 17   | Julian Eberhard        | 201    | 3     |
| 18   | Baptiste Jouty         | 193    |       |
| 19   | Jan Olav Gjermundshaug | 186    |       |
| 20   | Ted Armgren            | 179    | 2     |

| Rang | Land                   | Punkte | Siege |
| ---- | ---------------------- | ------ | ----- |
| 01   | Alexander Os           | 134    |       |
| 02   | Wiktor Wassiljew       | 102    | 1     |
| 03   | Timofei Lapschin       | 102    |       |
| 04   | Christoph Stephan      | 87     |       |
| 05   | Iwan Tscheresow        | 85     | 1     |
| 06   | Daniel Böhm            | 72     |       |
| 07   | Dag Erik Kokkin        | 72     |       |
| 08   | Sergei Kljatschin      | 67     |       |
| 09   | Jan Olav Gjermundshaug | 66     |       |
| 10   | Ted Armgren            | 60     | 1     |

| Rang | Land              | Punkte | Siege |
| ---- | ----------------- | ------ | ----- |
| 01   | Daniel Böhm       | 229    |       |
| 02   | Wiktor Wassiljew  | 228    |       |
| 03   | Alexei Slepow     | 227    | 1     |
| 04   | Benedikt Doll     | 225    |       |
| 05   | Julian Eberhard   | 201    | 3     |
| 06   | Timofei Lapschin  | 171    |       |
| 07   | Daniel Mesotitsch | 166    |       |
| 08   | Christoph Stephan | 154    |       |
| 09   | Tobias Eberhard   | 153    |       |
| 10   | Sven Grossegger   | 150    |       |

| Rang | Land              | Punkte | Siege |
| ---- | ----------------- | ------ | ----- |
| 01   | Alexei Slepow     | 130    | 1     |
| 02   | Daniel Mesotitsch | 110    |       |
| 03   | Alexei Wolkow     | 108    |       |
| 04   | Benedikt Doll     | 96     |       |
| 05   | Christoph Stephan | 93     |       |
| 06   | Timofei Lapschin  | 82     |       |
| 07   | Wiktor Wassiljew  | 82     |       |
| 08   | Daniel Böhm       | 78     |       |
| 09   | Sven Grossegger   | 67     |       |
| 10   | Tobias Hermann    | 65     |       |

| Rang | Land        | Punkte | Siege |
| ---- | ----------- | ------ | ----- |
| 01   | Russland    | 4922   | 5     |
| 02   | Deutschland | 4784   | 1     |
| 03   | Norwegen    | 4780   | 2     |
| 04   | Österreich  | 4491   | 3     |
| 05   | Ukraine     | 4046   |       |
| 06   | Tschechien  | 3716   |       |
| 07   | Schweden    | 3658   | 3     |
| 08   | Kanada      | 3609   |       |
| 09   | Frankreich  | 3593   |       |
| 10   | Bulgarien   | 3270   |       |

## Frauen

### Resultate
| 1. IBU-Cup in Idre, 23. November 2012 – 25. November 2012 | 1. IBU-Cup in Idre, 23. November 2012 – 25. November 2012 | 1. IBU-Cup in Idre, 23. November 2012 – 25. November 2012 | 1. IBU-Cup in Idre, 23. November 2012 – 25. November 2012 | 1. IBU-Cup in Idre, 23. November 2012 – 25. November 2012 |
| --------------------------------------------------------- | --------------------------------------------------------- | --------------------------------------------------------- | --------------------------------------------------------- | --------------------------------------------------------- |
| Datum                                                     | Disziplin                                                 | Erster Platz                                              | Zweiter Platz                                             | Dritter Platz                                             |
| 24. November 2012 (Sa.)                                   | Sprint (7,5 km)                                           | Hilde Fenne                                               | Weronika Nowakowska-Ziemniak                              | Thekla Brun-Lie                                           |
| 25. November 2012 (So.)                                   | Sprint (7,5 km)                                           | Bente Landheim                                            | Éva Tófalvi                                               | Thekla Brun-Lie                                           |

| 2. IBU-Cup in Beitostølen, 29. November 2012 – 1. Dezember 2012 | 2. IBU-Cup in Beitostølen, 29. November 2012 – 1. Dezember 2012 | 2. IBU-Cup in Beitostølen, 29. November 2012 – 1. Dezember 2012 | 2. IBU-Cup in Beitostølen, 29. November 2012 – 1. Dezember 2012 | 2. IBU-Cup in Beitostølen, 29. November 2012 – 1. Dezember 2012 |
| --------------------------------------------------------------- | --------------------------------------------------------------- | --------------------------------------------------------------- | --------------------------------------------------------------- | --------------------------------------------------------------- |
| Datum                                                           | Disziplin                                                       | Erster Platz                                                    | Zweiter Platz                                                   | Dritter Platz                                                   |
| 30. November 2012 (Fr.)                                         | Einzel (15 km)                                                  | Ann Kristin Flatland                                            | Anastassija Sagoruiko                                           | Larissa Kusnezowa                                               |
| 1. Dezember 2012 (Sa.)                                          | Sprint (7,5 km)                                                 | Ann Kristin Flatland                                            | Larissa Kusnezowa                                               | Anastassija Sagoruiko                                           |

| 3. IBU-Cup in Ridnaun, 12. Dezember 2012 – 16. Dezember 2012 | 3. IBU-Cup in Ridnaun, 12. Dezember 2012 – 16. Dezember 2012 | 3. IBU-Cup in Ridnaun, 12. Dezember 2012 – 16. Dezember 2012 | 3. IBU-Cup in Ridnaun, 12. Dezember 2012 – 16. Dezember 2012 | 3. IBU-Cup in Ridnaun, 12. Dezember 2012 – 16. Dezember 2012 |
| ------------------------------------------------------------ | ------------------------------------------------------------ | ------------------------------------------------------------ | ------------------------------------------------------------ | ------------------------------------------------------------ |
| Datum                                                        | Disziplin                                                    | Erster Platz                                                 | Zweiter Platz                                                | Dritter Platz                                                |
| 15. Dezember 2012 (Sa.)                                      | Sprint (7,5 km)                                              | Marte Olsbu                                                  | Ane Skrove Nossum                                            | Paulina Bobak                                                |
| 16. Dezember 2012 (So.)                                      | Verfolgung (10 km)                                           | Marte Olsbu                                                  | Ane Skrove Nossum                                            | Anastassija Sagoruiko                                        |

| 4. IBU-Cup in Otepää, 4. Januar 2013 – 6. Januar 2013 | 4. IBU-Cup in Otepää, 4. Januar 2013 – 6. Januar 2013 | 4. IBU-Cup in Otepää, 4. Januar 2013 – 6. Januar 2013 | 4. IBU-Cup in Otepää, 4. Januar 2013 – 6. Januar 2013 | 4. IBU-Cup in Otepää, 4. Januar 2013 – 6. Januar 2013 |
| ----------------------------------------------------- | ----------------------------------------------------- | ----------------------------------------------------- | ----------------------------------------------------- | ----------------------------------------------------- |
| Datum                                                 | Disziplin                                             | Erster Platz                                          | Zweiter Platz                                         | Dritter Platz                                         |
| 5. Januar 2013 (Sa.)                                  | Einzel (15 km)                                        | Jekaterina Jurjewa                                    | Anastassija Sagoruiko                                 | Ane Skrove Nossum                                     |
| 6. Januar 2013 (So.)                                  | Sprint (7,5 km)                                       | Jekaterina Jurjewa                                    | Evi Sachenbacher-Stehle                               | Anastassija Sagoruiko                                 |

| 5. IBU-Cup in Ostrow, 8. Januar 2013 – 12. Januar 2013 | 5. IBU-Cup in Ostrow, 8. Januar 2013 – 12. Januar 2013 | 5. IBU-Cup in Ostrow, 8. Januar 2013 – 12. Januar 2013 | 5. IBU-Cup in Ostrow, 8. Januar 2013 – 12. Januar 2013 | 5. IBU-Cup in Ostrow, 8. Januar 2013 – 12. Januar 2013 |
| ------------------------------------------------------ | ------------------------------------------------------ | ------------------------------------------------------ | ------------------------------------------------------ | ------------------------------------------------------ |
| Datum                                                  | Disziplin                                              | Erster Platz                                           | Zweiter Platz                                          | Dritter Platz                                          |
| 11. Januar 2013 (Fr.)                                  | Sprint (7,5 km)                                        | Jekaterina Jurjewa                                     | Walentina Nasarowa                                     | Ane Skrove Nossum                                      |
| 12. Januar 2013 (Sa.)                                  | Verfolgung (10 km)                                     | Jekaterina Jurjewa                                     | Evi Sachenbacher-Stehle                                | Walentina Nasarowa                                     |

| 6. IBU-Cup in Martell, 1. Februar 2013 – 3. Februar 2013 | 6. IBU-Cup in Martell, 1. Februar 2013 – 3. Februar 2013 | 6. IBU-Cup in Martell, 1. Februar 2013 – 3. Februar 2013 | 6. IBU-Cup in Martell, 1. Februar 2013 – 3. Februar 2013 | 6. IBU-Cup in Martell, 1. Februar 2013 – 3. Februar 2013 |
| -------------------------------------------------------- | -------------------------------------------------------- | -------------------------------------------------------- | -------------------------------------------------------- | -------------------------------------------------------- |
| Datum                                                    | Disziplin                                                | Erster Platz                                             | Zweiter Platz                                            | Dritter Platz                                            |
| 2. Februar 2013 (Sa.)                                    | Sprint (7,5 km)                                          | Karolin Horchler                                         | Anastassija Sagoruiko                                    | Jana Bondar                                              |
| 3. Februar 2013 (So.)                                    | Verfolgung (10 km)                                       | Karolin Horchler                                         | Anastassija Sagoruiko                                    | Swetlana Slepzowa                                        |

| 7. IBU-Cup in Osrblie, 6. Februar 2013 – 10. Februar 2013 | 7. IBU-Cup in Osrblie, 6. Februar 2013 – 10. Februar 2013 | 7. IBU-Cup in Osrblie, 6. Februar 2013 – 10. Februar 2013        | 7. IBU-Cup in Osrblie, 6. Februar 2013 – 10. Februar 2013                                | 7. IBU-Cup in Osrblie, 6. Februar 2013 – 10. Februar 2013                        |
| --------------------------------------------------------- | --------------------------------------------------------- | ---------------------------------------------------------------- | ---------------------------------------------------------------------------------------- | -------------------------------------------------------------------------------- |
| Datum                                                     | Disziplin                                                 | Erster Platz                                                     | Zweiter Platz                                                                            | Dritter Platz                                                                    |
| 8. Februar 2013 (Do.)                                     | Einzel (15 km)                                            | Anastassija Sagoruiko                                            | Evi Sachenbacher-Stehle                                                                  | Maren Hammerschmidt                                                              |
| 9. Februar 2013 (Sa.)                                     | Sprint (7,5 km)                                           | Anastassija Sagoruiko                                            | Jekaterina Jurjewa                                                                       | Evi Sachenbacher-Stehle                                                          |
| 10. Februar 2013 (So.)                                    | Staffel (4 × 6 km)                                        | NorwegenJori Mørkve Ane Skrove Nossum Bente Landheim Marte Olsbu | DeutschlandMaren Hammerschmidt Carolin Hennecke Karolin Horchler Evi Sachenbacher-Stehle | RusslandJekaterina Jurjewa Anastassija Tokarewa Natalja Sorokina Marina Korowina |

### Wertungen
| Rang | Land                    | Punkte | Siege |
| ---- | ----------------------- | ------ | ----- |
| 01   | Anastassija Sagoruiko   | 562    | 2     |
| 02   | Evi Sachenbacher-Stehle | 454    |       |
| 03   | Jori Mørkve             | 389    |       |
| 04   | Walentina Nasarowa      | 369    |       |
| 05   | Ane Skrove Nossum       | 361    |       |
| 06   | Jekaterina Jurjewa      | 337    | 4     |
| 07   | Larissa Kusnezowa       | 290    |       |
| 08   | Inna Suprun             | 259    |       |
| 09   | Carolin Hennecke        | 245    |       |
| 10   | Anaïs Chevalier         | 243    |       |

| Rang | Land                     | Punkte | Siege |
| ---- | ------------------------ | ------ | ----- |
| 11   | Paulina Bobak            | 237    |       |
| 12   | Marte Olsbu              | 232    | 2     |
| 13   | Jacquemine Baud          | 227    |       |
| 14   | Mona Brorsson            | 220    |       |
| 15   | Jana Romanowa            | 208    |       |
| 16   | Thekla Brun-Lie          | 206    |       |
| 17   | Bente Landheim           | 205    | 1     |
| 18   | Vilde Ravnsborg Gurigard | 202    |       |
| 19   | Maren Wangensteen        | 198    |       |
| 20   | Karolin Horchler         | 192    | 2     |

| Rang | Land                    | Punkte | Siege |
| ---- | ----------------------- | ------ | ----- |
| 01   | Anastassija Sagoruiko   | 168    | 1     |
| 02   | Evi Sachenbacher-Stehle | 106    |       |
| 03   | Jekaterina Jurjewa      | 103    | 1     |
| 04   | Larissa Kusnezowa       | 86     |       |
| 05   | Ane Skrove Nossum       | 82     |       |
| 06   | Jori Mørkve             | 74     |       |
| 07   | Anaïs Chevalier         | 72     |       |
| 08   | Anna Bulygina           | 66     |       |
| 09   | Walentina Nasarowa      | 66     |       |
| 10   | Ann Kristin Flatland    | 60     | 1     |

| Rang | Land                    | Punkte | Siege |
| ---- | ----------------------- | ------ | ----- |
| 01   | Anastassija Sagoruiko   | 292    | 1     |
| 02   | Jori Mørkve             | 273    |       |
| 03   | Evi Sachenbacher-Stehle | 251    | 1     |
| 04   | Bente Landheim          | 175    | 1     |
| 05   | Jekaterina Jurjewa      | 174    | 2     |
| 06   | Walentina Nasarowa      | 172    |       |
| 07   | Ane Skrove Nossum       | 165    |       |
| 08   | Paulina Bobak           | 157    |       |
| 09   | Inna Suprun             | 154    |       |
| 10   | Thekla Brun-Lie         | 153    |       |

| Rang | Land                    | Punkte | Siege |
| ---- | ----------------------- | ------ | ----- |
| 01   | Walentina Nasarowa      | 131    |       |
| 02   | Ane Skrove Nossum       | 114    |       |
| 03   | Anastassija Sagoruiko   | 102    |       |
| 04   | Evi Sachenbacher-Stehle | 97     |       |
| 05   | Marte Olsbu             | 91     | 1     |
| 06   | Jacquemine Baud         | 86     |       |
| 07   | Jori Mørkve             | 85     |       |
| 08   | Larissa Kusnezowa       | 68     |       |
| 09   | Inna Suprun             | 63     |       |
| 10   | Darja Jurkewitsch       | 62     |       |

| Rang | Land        | Punkte | Siege |
| ---- | ----------- | ------ | ----- |
| 01   | Russland    | 5097   | 6     |
| 02   | Norwegen    | 5006   | 7     |
| 03   | Ukraine     | 4029   |       |
| 04   | Kanada      | 3999   |       |
| 05   | Tschechien  | 3693   |       |
| 06   | Schweden    | 3366   |       |
| 07   | Deutschland | 3212   | 1     |
| 08   | Frankreich  | 3140   |       |
| 09   | Belarus     | 3110   |       |
| 10   | Bulgarien   | 2936   |       |

## Mixed-Wettbewerbe

### Resultate
| 3. IBU-Cup in Ridnaun, 12. Dezember 2012 – 16. Dezember 2012 | 3. IBU-Cup in Ridnaun, 12. Dezember 2012 – 16. Dezember 2012 | 3. IBU-Cup in Ridnaun, 12. Dezember 2012 – 16. Dezember 2012                         | 3. IBU-Cup in Ridnaun, 12. Dezember 2012 – 16. Dezember 2012 | 3. IBU-Cup in Ridnaun, 12. Dezember 2012 – 16. Dezember 2012               |
| ------------------------------------------------------------ | ------------------------------------------------------------ | ------------------------------------------------------------------------------------ | ------------------------------------------------------------ | -------------------------------------------------------------------------- |
| Datum                                                        | Disziplin                                                    | Erster Platz                                                                         | Zweiter Platz                                                | Dritter Platz                                                              |
| 13. Dezember 2012 (Do.)                                      | Staffel (2 × 6 + 2 × 7,5 km)                                 | RusslandAnastassija Sagoruiko Marina Korowina Alexander Petschonkin Timofei Lapschin | UkraineJana Bondar Inna Suprun Roman Pryma Oleh Bereschnyj   | FrankreichJacquemine Baud Anaïs Chevalier Baptiste Jouty Antonin Guigonnat |

| 5. IBU-Cup in Ostrow, 8. Januar 2013 – 12. Januar 2013 | 5. IBU-Cup in Ostrow, 8. Januar 2013 – 12. Januar 2013 | 5. IBU-Cup in Ostrow, 8. Januar 2013 – 12. Januar 2013                  | 5. IBU-Cup in Ostrow, 8. Januar 2013 – 12. Januar 2013                         | 5. IBU-Cup in Ostrow, 8. Januar 2013 – 12. Januar 2013                         |
| ------------------------------------------------------ | ------------------------------------------------------ | ----------------------------------------------------------------------- | ------------------------------------------------------------------------------ | ------------------------------------------------------------------------------ |
| Datum                                                  | Disziplin                                              | Erster Platz                                                            | Zweiter Platz                                                                  | Dritter Platz                                                                  |
| 9. Januar 2013 (Mi.)                                   | Staffel (2 × 6 + 2 × 7,5 km)                           | NorwegenJori Mørkve Ane Skrove Nossum Jan Olav Gjermundshaug Martin Eng | DeutschlandCarolin Hennecke Evi Sachenbacher-Stehle Tobias Hermann Daniel Böhm | RusslandLarissa Kusnezowa Jekaterina Jurjewa Wiktor Wassiljew Timofei Lapschin |